# Cacia marionae
Cacia marionae là một loài bọ cánh cứng trong họ Cerambycidae.